# Аватар 5
«Аватар 5» (англ. Avatar 5) — майбутній науково-фантастичний фільм режисера Джеймса Кемерона, вихід якого намічено на 2031 рік. Четверте продовження до фільму «Аватар» (2009), яке вийде слідом за фільмом «Аватар 4» (2029). До своїх ролей знову повернутися Сем Вортінгтон та Зої Салдану, а також інші актори з оригінального складу. Сценарій фільму написаний Джеймсом Кемероном та Шейном Салерно. Прем'єра фільму запланована на 19 грудня 2031 студією 20th Century Studios.

## Сюжет
Події фільму, ймовірно, знову відбуватимуться на планеті Пандора, там, де й інші фільми серії. Про це можна судити із заяви продюсера Джона Ландау, який описав планету Пандору, як метафору світу людей, і висловився про широкі можливості для розповідання історій. Також до своїх ролей повернуться актори попередніх фільмів, виходячи з чого можна судити про спадкоємність характерів.

## У ролях

#### На'ві
- Сем Вортінгтон — Джейк Саллі[4]
- Зої Салдана — Нейтірі, дружина Джейка, дочка попереднього вождя клану
- Девід Тьюліс — У січні 2020 року він згадав, що його персонаж — На'ві[5]

#### Люди
- Метт Джеральд — капрал Лайл Вейнфліт, військовий[6]
- Діліп Рао — доктор Макс Патель, вчений, який працював над програмою «Аватар» і вирішив підтримати заколот Джейка проти RDA[7]

- Стівен Ленг — полковник Майлз Кворітч[8]
- Сігурні Вівер

## Виробництво
Про плани зняти п'ятий фільм серії режисер Джеймс Камерон заявив уперше ще 2015 року. У листопаді 2022 року видання Vulture опублікувало докладний таймлайн заяв та новин, пов'язаних із виробництвом серії фільмів. Виходячи з опублікованих дат випуску майбутніх частин, можна було б зробити висновок, що п'ятий фільм стане останнім у серії, що завершує «сагу». Однак незабаром продюсери фільму заявили, що продовження також розглядаються.
Весною 2017 року Кемерон заявив, що закінчив роботу над сценарієм п'ятої частини фільму. Трохи пізніше, Стівен Ленг, один з головних акторів цієї серії фільмів, розповів, що був вражений сценарієм, який змусив його плакати. Декілька років потому, влітку 2022 року, Джеймс Кемерон заявив, що можливо, не буде сам режисувати четвертий і п'ятий фільми серії.
31 липня 2017 стало відомо, що новозеландська студія візуальних ефектів Weta Digital розпочала роботу над сиквелами «Аватара». Передбачається, що сиквели будуть називатися «Аватар: Шлях води», «Аватар: Носій насіння», «Аватар: Вершник Тулкун» і «Аватар: У пошуках Ейви». Однак, сам Кемерон заявляв, що точна назва фільмів є предметом дискусії, тому що в кінці першого фільму головний персонаж перестав бути, власне, аватаром.
У серпні 2017 року Метт Джеральд офіційно підписав контракт на виконання ролі капрала Лайла Вейнфліта з першого фільму у всіх майбутніх сиквелах. У серпні 2017 року в інтерв'ю Empire Кемерон повідомив, що Стівен Ленг не лише повернеться у всіх чотирьох сиквелах, а й буде головним лиходієм у всіх чотирьох фільмах. 25 січня 2018 року було підтверджено, що Діліп Рао повернеться до ролі доктора Макса Пателя.
У серпні 2021 року Ландау оголосив, що Саймон Франглен напише музику для сіквелів «Аватара».
Прем'єра фільму запланована на 19 грудня 2031 року, за два роки після прем'єри «Аватара 4» у грудні 2029 року.